# Радваниці (Польковицький повіт)
Радваниці (пол. Radwanice, нім. Wiesau) — село в Польщі, у гміні Радваниці Польковицького повіту Нижньосілезького воєводства.
Населення — 1917 осіб (2011).
У 1975-1998 роках село належало до Легницького воєводства.

## Демографія
Демографічна структура станом на 31 березня 2011 року:
|          | Загалом | Допрацездатний вік | Працездатний вік | Постпрацездатний вік |
| -------- | ------- | ------------------ | ---------------- | -------------------- |
| Чоловіки | 970     | 231                | 689              | 50                   |
| Жінки    | 947     | 193                | 614              | 140                  |
| Разом    | 1917    | 424                | 1303             | 190                  |